# Janne Jansson
Johan (Janne) Edvard Jansson, född 12 augusti 1836 i Kinnarumma församling, Älvsborgs län, död 24 augusti 1909 i Karlstads stadsförsamling, Värmlands län, var en svensk disponent och riksdagsman.
Janne Jansson var disponent vid Tabergs gruvor i Värmland. Han var verksam som politiker både kommunalt och som ledamot av riksdagens andra kammare. Jansson är begravd på Västra kyrkogården i Karlstad.